# 虎井嶼
虎井嶼是澎湖群島島嶼之一，是澎湖群島的第七大島，舊稱為「船篷嶼」、「檯嶼」，北回歸線穿越虎井嶼。

## 由來
虎井嶼舊名稱為船篷嶼、檯嶼。有關虎井嶼名稱，根據《台灣府志》（蔣志）記載「形如猛虎，中裂一港，故名」，《台灣府志》（高志）亦記載「形如虎臨深」，可知因其地形而得名。

## 景點

### 觀音公園

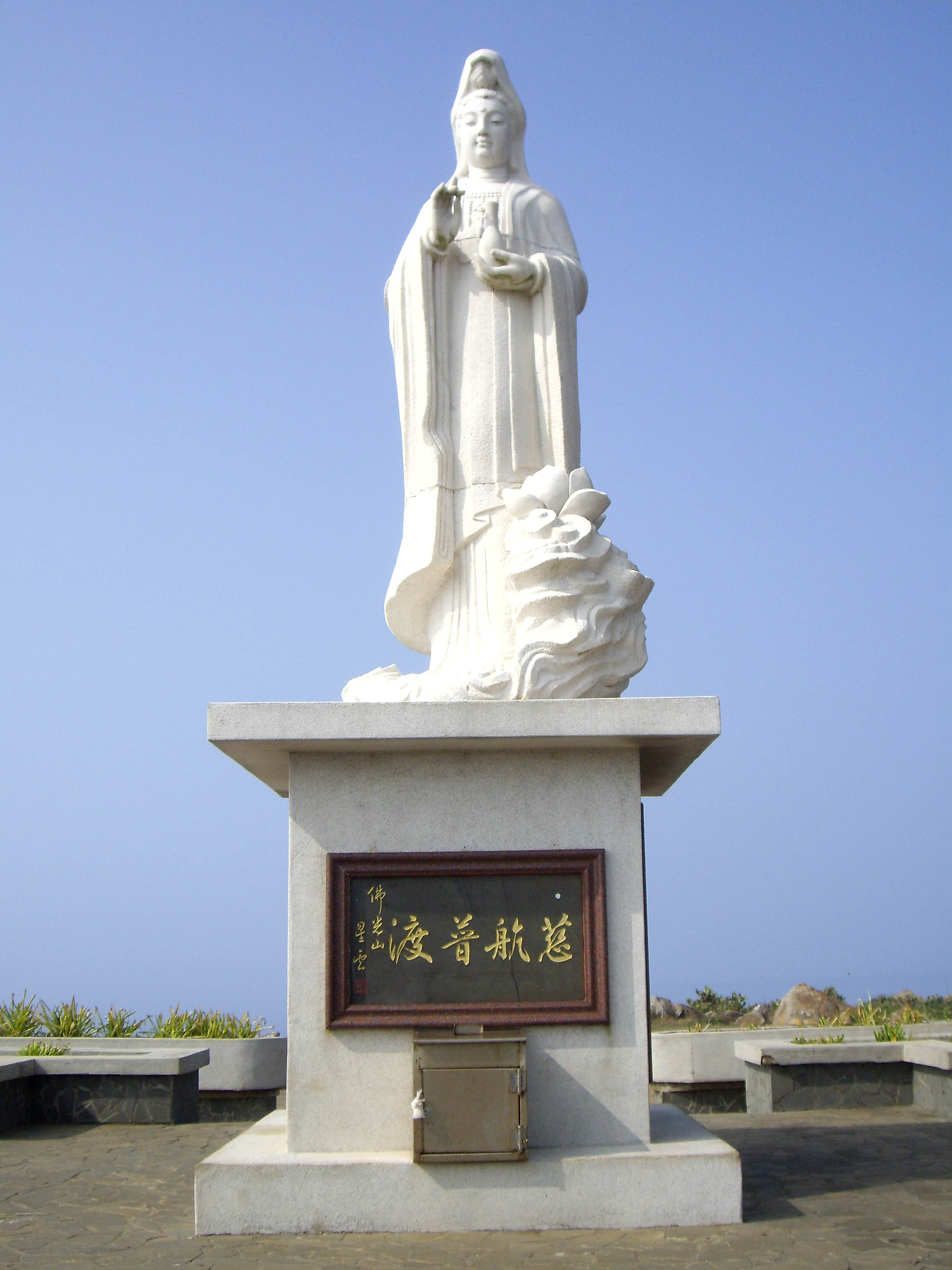
虎井嶼觀音像

觀音公園的觀音像是旅居香港的鄉人陳英杰先生于民國83年(1994) ， 聘請山東業州雕刻廠的雕刻師所雕刻的四米高漢白玉觀音巨像，並遠自泰山運來石材及曲阜的琉璃瓦，捐贈給他睽違一、二十年的故鄉。經多方商討後，眾人最後在大音宮（今觀音廟）的觀音佛像前擲笅，選定西山頂做為興建慈恩亭及觀音神像的安置地。，但因觀音像無法直接由船運回，於是觀音像被分成三等份運回虎井。在將觀音像黏合回去時，不知道負責的師傅是故意的亦或其他原因，觀音像就留下了兩條明顯的接痕，天氣良好時從這裡可以遠眺臨近島嶼。

### 南進指揮所

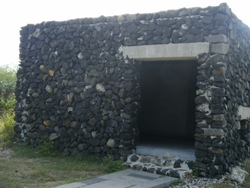
虎井嶼南進指揮所

虎井嶼由於戰略地點重要，遍佈二次大戰時日軍所遺留的軍事設施，處處可見歷史在虎井留下的刻痕。現存在虎井的南進指揮所，相傳是日本將領山本五十六作為日軍侵略珍珠港的基地，攻擊珍珠港的攻擊代號「虎、虎、虎」傳說就是從虎井中的「虎」字而來。但考究史實，此說法難以成立。
哨所配置情形，內僅由蓄水池、大型寢室、軍械室、幹部寢室以及通往瞭望台上方的通道口，還缺乏廚房等必要設施，應該僅是一個獨立班哨的配置大小，其生活上恐要補給還要靠連、營單位提供尚能維持，且在國軍尚未撤離之前，該處也可以看到國軍經營建設的方式，是有別於日治時期目前還保留在澎湖各處獨立哨所情形。

## 地形
虎井嶼是澎湖群島的第七大嶼，面積約為2.133平方公里，該嶼的東西長約4公里、南北寬約1公里，並由東、西兩大玄武岩方山組成，其中間的中央地勢低平，柱狀節理的玄武岩分佈在海邊的險峻懸崖，虎井嶼的景觀與桶盤嶼十分相似。
虎井嶼控制進入馬公港重要位置，所有大型船隻都必須經過附近海域，也和澎湖西嶼軍事管制區遙遙相對，更顯其軍事上的價值，虎井西山玄武岩經過道路鋪設的影響，就柱狀節理已不太明顯，然東山因軍事管制仍保留相當完整且巨大及明顯的柱狀節理玄武岩，不過因為風化影響偶有巨石掉落情形，必須經由當地駐軍清理，才能維持北邊小路的通行。
靠近東山北方岸邊，有一獨特岩石奇景，未曾出現在澎湖所有資料之中，其玄武岩應為單獨噴發出地面時，缺乏整體或其他岩石的支持或是附近地質已被侵蝕，導致岩柱體約有二層樓的高度，一個倒U字型插入地表之中，堪稱一絕。

## 人口與行政區劃
根據澎湖縣政府所提供的2008年7月份戶數與人口數統計表，可以得知目前虎井的戶數為233戶，人口數為664人。虎井是澎湖縣馬公市兩個離島行政里中的其中一個（另外一個為桶盤里）。目前島上設有海水淡化廠、電信公司機房、衛生室，教學單位設有中正國中虎井分部和虎井國小。

## 虎井沉城
澎湖古八景其中之一的「虎井澄淵」，在天氣晴朗且大退潮的時候，從虎井嶼東山的海岸往海底望可以看見類似城牆建物的影像在海中若隱若現。在澎湖縣誌和台灣通史都有記載著有關於這個海底城牆的故事。晚清著成的《澎湖廳志》卷十四收有呂成家之〈虎井嶼觀海中沉城〉一首。
昭和七年（1932年），臺北帝國大學教授久保得二遊歷澎湖時，著有〈澎湖雜詠〉，當中一首為「多事滄桑歲月侵，秋潮涵碧不知深。新晴午日移舟去，虎井沉城試一尋」收於《澎湖游草》。
潛水專家謝新曦曾在1976年時接受當時澎湖縣長謝有温的委託，進行尋找虎井沉城正確位置的任務。終於在1982年，在虎井東山外海海底發現類似沉城的建物。1982年10月23日，謝新曦帶著他數名學生(魏文宗、黃郁文、陳應中)從虎井嶼面對馬公市蒔里鄉方向距離海岸兩百公尺處下潛約4公尺，就看見了類似長牆的物體。
有人說所謂的海底古沈城其實是斷裂的岩脈，但是它工整畫一的牆體卻又讓人無法解釋；有人說那是1622年荷蘭人佔領虎井時修築的城堡，遭明軍炸毀沈入海底；有人說這乃史前文明的遺跡，人類活動的證據。
2001年8月，葛瑞姆·漢卡克（Graham Hancock）根據安提利亞臺灣假說理論與羅伯特．菲森（Robert Fuson）教授的著作《傳奇大洋島》（Legendary Islands of the Ocean Sea）前來澎湖，並於日後發表著作《上帝的魔島：地中海、大西洋與太平洋區陸沈之謎》，亦有同行日本學者（另一說為記者）大地舜（だいち・しゅん）說這是數千至數萬年前人類活動的遺跡。
天氣晴朗退潮時，必須站在東山山頭始能看到所謂「虎井澄淵」，圓形類似箭樓的建築很靠近東山海邊，類似城牆面的建築連接著箭樓向東方延伸出，目視約100公尺後就無法看到了。

## 外部連結
- spots 虎井沉城 -Phsea （页面存档备份，存于）
- 澎湖逍遙遊 （页面存档备份，存于）
- 澎湖旅遊網
- 澎湖旅遊達人 澎湖大社區資訊 （页面存档备份，存于）
- 澎湖第七大島虎井虎，來漁村慢活看貓星人 （页面存档备份，存于）
- 虎井入選2020經典小鎮，過海漫遊世界十大神秘島嶼 （页面存档备份，存于）